# Perieodrilus lateralis
Perieodrilus lateralis är en ringmaskart som först beskrevs av Benham 1903.  Perieodrilus lateralis ingår i släktet Perieodrilus och familjen Acanthodrilidae. Inga underarter finns listade i Catalogue of Life.